# Veador
Veador, vedor ou antes viador, do latim via, caminho ou estrada, era um antigo título honorífico em Portugal e no Brasil, que se dava ao oficial-mor da casa real que servia junto à rainha ou a imperatriz, no paço ou fora dele. Eram geralmente escolhidos entre membros da nobreza e fidalguia.
Tinham as funções áulicas de apoio e cooperação direta ao rei e sua família, sem serem serviçais, nas residências reais, em períodos alternados de tempo, e por isso eram chamados também de semanários e, genericamente, de camaristas.
Quando estavam de serviço, usavam uma farda verde, chamada de "côrte", e portavam na parte de trás da casaca, um distintivo que reproduzia uma chave dourada, insígnia que dava pleno acesso aos aposentos privados da família real ou imperial.